# Sergio de la Cruz Suárez
Sergio de la Cruz Suárez (Zafra, 8 de març de 1978) és un futbolista extremeny, que juga en la posició de migcampista.

## Trajectòria
Comença a destacar a les files del CD Badajoz, amb qui suma 40 partits de Segona Divisió entre 1999 i 2001. La temporada 01/02 recala al Deportivo Alavés. L'equip basc és a la màxima categoria, però el migcampista roman inèdit i no hi debuta. A l'any següent marxa a la SD Eibar, on romandria un altre any inèdit, i la temporada 03/04 només hi apareix en sis ocasions. Des del 2004, la seua carrera ha prosseguit per equips extremenys més modestos, com el Jérez o el Díter Zafra.